# George Petcu
George Petcu (n. 13 ianuarie 1917 în Grindu, județul Ialomița - d. 19 mai 1939, Grindu) a fost un poet român interbelic.

## Biografie
George Petcu s-a născut pe data de 13 ianuarie 1917 în Grindu, Ialomița. După absolvirea școlii primare din satul natal, a urmat cursurile Liceului Militar de la Mănăstirea Dealu pe care le-a absolvit în 1937. Între anii 1937-1939 a fost student al Facultății de Litere și Filologie din cadrul Universității din București.
S-a stins prematur, pe data de 19 mai 1939, și a fost îngropat în cimitirul din Grindu.

## Opera poetică
George Petcu a debutat în revista Ancheta care apărea la Târgoviște, în aceeași perioadă în care debutau poeții Virgil Carianopol, Ștefan Baciu, Radu Gyr, Gelu Naum, Ion Sofia Manolescu. A colaborat la revistele Pământul (Călărași), Hotarul (Arad), Festival (Silistra), Decalogul (Brașov), Revista scriitoarelor și scriitorilor români (București).
A debutat editorial în 1936 cu volumul de versuri Tălmăciri din mine, publicat la Editura Pământul din Călărași. În 1938, îi apare un al doilea volum intitulat Fata morgana la Editura librăriei Pavel Suru din București.

### Volume antume
- 1936 - Tălmăciri din mine, Editura Pământul din Călărași
- 1938 - Fata morgana, Editura librăriei Pavel Suru, București

### Volume postume
- 1998 - Cântece de stepă, antologie ale celor mai frumoase poezii ale lui George Petcu, antologator  Marin Cosmescu Delasabar, Editura Star Tipp, Slobozia.

## Fondator
A fondat în 1938, împreună cu Laurențiu Fulga, Ion Frunzetti, Magda Isanos și alții, Gruparea scriitorilor tineri.